# Villovieco
Villovieco település Spanyolországban, Palencia tartományban. Villovieco Frómista, Población de Campos, Revenga de Campos, Villarmentero de Campos, Villalcázar de Sirga, Arconada, Villaherreros, Osorno la Mayor és Marcilla de Campos községekkel határos. Lakosainak száma 62 fő (2024).

## Népesség
A település népessége az elmúlt években az alábbi módon változott:
| Lakosok száma | 117  | 108  | 95   | 92   | 80   | 74   | 72   | 76   | 68   | 62   |
|               | 2001 | 2004 | 2007 | 2009 | 2012 | 2014 | 2017 | 2019 | 2022 | 2024 |